# IC 285
IC 285 је спирална галаксија у сазвјежђу Еридан која се налази на листи објеката дубоког неба у Индекс каталогу.
Деклинација објекта је - 12° 0' 54" а ректасцензија 3h 4m 6,2s. Привидна величина (магнитуда) објекта IC 285 износи 14,7 а фотографска магнитуда 15,5. IC 285 је још познат и под ознакама MCG -2-8-44, PGC 11557.